# Adalberto Cevasco
Adalberto Luis Cevasco (* 14. Dezember 1946 in Buenos Aires; † 3. März 2025 in Madrid) war ein argentinischer Jazz- und Fusionmusiker (Bass, auch Piano, Komposition).

## Wirken
Cevasco wurde zunächst als Bassist in der Gruppe des Gitarristen Rodolfo Alchourrón bekannt. Mit dem Trompeter Gustavo Bergalli, dem Saxophonisten Bernardo Baraj und dem Schlagzeuger Néstor Astarita gründete er die Free-Jazz-Gruppe Cuarteto Buenos Aires. Als Sideman arbeitete er zudem mit führenden Musikern der argentinischen Jazzszene wie Gustavo Kerestezachi, Ruben López Furst oder Andrés Boiarsky. Mit Gato Barbieri trat er beim Montreux Jazz Festival 1973 auf. Mit dem Gitarristen Ricardo Lew und Schlagzeuger Pocho Lapouble gründete er dann die Fusionband El Trio (gleichnamiges Album 1974). Außerdem begleitete er die Sängerinnen Rocío Jurado, Isabel Pantoja und Patricia Clark (mit der er sein Leben lang verheiratet war), aber auch Astor Piazzolla, der ihn in sein Oktett Conjunto Electrónico (1976) holte sowie an weiteren Alben beteiligte.
1988 veröffentlichte Cevasco Parajos Electricos, sein Debütalbum unter eigenem Namen, mit Gästen wie Litto Nebbia oder Rubén Rada. Er ist weiterhin auf Alben von Gato Barbieri, Enrico Rava/Aga Taura Confab, Mercedes Sosa, Gente de Nuevos Aires, Leopoldo Federico Trio und Saúl Cosentino y el Grupo Vanguardia zu hören.